# Australentulus phrachedee
Australentulus phrachedee är en urinsektsart som först beskrevs av Imadaté 1965.  Australentulus phrachedee ingår i släktet Australentulus och familjen lönntrevfotingar. Inga underarter finns listade.